# Éric Bucquet
Pour les articles homonymes, voir Bucquet.
Éric Bucquet, né le 12 décembre 1962 à Aubervilliers, est un militaire français. Général de corps d’armée, il était le directeur du renseignement et de la sécurité de la défense de 2018 à 2022.

## Biographie

### Formation
D’une famille originaire du nord de la France, Éric Bucquet intègre l’École spéciale militaire de Saint-Cyr en 1983 (promotion « lieutenant-colonel Gaucher » 1983-1986).

### Carrière militaire
En 1989, il rejoint la corne de l’Afrique comme chef de peloton AMX 13T canon de 90 mm au 5e régiment interarmes d’outre-mer à Djibouti .
En 1999, il rejoint l’École de guerre avant d’être muté aux Etats Unis pour suivre une double scolarité, celle de l’US Marine Corps Command and Staff College à Quantico et celle du US Armed Forces Staff College à Norfolk de 1999 à 2000.
Promu colonel en 2004, il est chef de corps du 5e régiment interarmes d’outre-mer de 2005 à 2007.
Il est affecté à l’état-major de l’armée de Terre (EMAT) de 2007 à 2009.
Sélectionné pour suivre la scolarité du CHEM et de l’IHEDN, le 15 juillet 2009, il est nommé adjoint du chef de l'état-major particulier du président de la République,,. Il est promu officier général le 1er juin 2011.
Le 1er septembre 2012, il est nommé directeur des opérations au sein de la direction générale pour la sécurité extérieure (DGSE),,.
Le 1er septembre 2018, il est élevé aux rang et appellation de général de corps d’armée et nommé à la tête de la Direction du renseignement et de la sécurité de la défense (DRSD),.
Il quitte l'armée le 26 septembre 2022, et rejoint Sanofi en tant que directeur de la sûreté.

## Grades militaires
- 1986 : lieutenant
- 1990 : capitaine[18]
- 1996 : chef de bataillon[19]
- 2000 : lieutenant-colonel[20]
- 2004 : colonel[21]
- 2011 : général de brigade[22]
- 2015 : général de division[23]
- 2018 : général de corps d'armée[13]

## Décorations
- Grand officier de la Légion d'honneur en 2021, (commandeur en 2012[24], officier en 2003[25], chevalier en 1994[26]).
- Grand officier de l'ordre national du Mérite en 2017[27] (commandeur en 2010[28]).
- Croix de la Valeur militaire avec quatre étoiles (trois citations à l'ordre de la division, 1 citation à l'ordre de la brigade).
- Croix du combattant.
- Médaille d'Outre-Mer avec cinq agrafes.
- Médaille de la Défense nationale, échelon argent.
- Titre de reconnaissance de la Nation.
- Médaille commémorative française (ex-Yougoslavie).
- Médaille des Nations unies (ex-Yougoslavie).
- Médaille de l'OTAN (Sarajevo).
- Commandeur du Mérite National mauritanien.
- Officier de l'ordre National du 27 juin.
- Officier de l'ordre National du Niger.
- Officier de l'ordre National de la République de Côté d'Ivoire.
- Officier de l'ordre National du Tchad.